# Elmendorf (Bad Zwischenahn)
Elmendorf ist ein Ortsteil der niedersächsischen Gemeinde Bad Zwischenahn im Landkreis Ammerland und liegt am nordwestlichen Ufer des Zwischenahner Meeres. Die Bauerschaft umfasst neben Elmendorf selbst noch die Dörfer Langebrügge, Willbroksmoor und Klein Garnholt. Direkt am Zwischenahner Meer befindet sich das Naturschutzgebiet Stamers Hop.

## Geschichte
Der Name Elmendorf geht vermutlich auf Egilmar I. (auch Elimar genannt) zurück, der im heutigen Dreibergen, das damals noch zu Elmendorf gehörte, direkt am Zwischenahner Meer eine Hügelmotte (Burg Elmendorf) errichten ließ. Nach ihm wurde dann der Bereich Elimarsdorf genannt. In Elmendorf befindet sich das Gut Blexhaus, das bis 1843 als Poststation an der Poststraße nach Holland diente, bis der Postverkehr über Zwischenahn abgewickelt wurde. Seinen Namen erhielt es durch den um 1500 dort ansässigen Gerd Blexen. Ebenso an der Poststraße gelegen war das Gut Klein-Garnholt, das am 28. September 1331 vom Ritter Dietrich von Elmendorf in den Besitz der Grafen von Oldenburg überging. Der in der Gegend bekannte Familienname Garnholz leitet sich von diesem Besitz ab: Etwa um 1456 haben die damaligen Meier von Garnholt den Namen übernommen. Klein- und Groß-Garnholt sind durch die Heller Büsche getrennt. Hier verläuft auch die Gemeindegrenze zu Westerstede, zu dem Groß-Garnholt heute gehört.
Zwischen Elmendorf und Klein-Garnholt liegt Langebrügge. Seinen Namen erhielt es, weil es als „Brücke“ zum Mansier Esch angelegt wurde. Wie an vielen anderen Stellen im Ammerland auch waren die Bodenverhältnisse sehr moorig. Um dennoch das Moor begehbar zu machen, wurden Sträucher gebündelt und dicht an dicht auf den weichen Untergrund gelegt. Auf diese Weise erhielt man eine Brücke zum Esch, sehr lang in Langebrügge.
Langebrügge war damals Teil des Moores, welches heute als Willbroksmoor die nordwestliche Grenze zu Westerstede bildet. Wie alle anderen inzwischen nicht mehr aktiven Moorgebiete im Landkreis Ammerland bietet diese Gegend ausgezeichnete Bodeneigenschaften für Baumschulen. Auch im Wilbroksmoor sind Baumschulen zum selbstverständlichen Anblick geworden und prägen das Landschaftsbild der Gemeinde Bad Zwischenahn.

## Bildung
Grundschule Elmendorf/Aschhausen
1637 wurde erstmals eine Schule in Elmendorf erwähnt, die bis 1972 in verschiedenen Gebäuden als Mittelpunktschule geführt wurde. Zum Beginn des Schuljahres 1971/1972 wurde die Schule Elmendorf organisatorisch mit der Schule Aschhausen zur Grundschule Elmendorf/Aschhausen zusammengelegt, die zukünftig den Namen Erwin-Roeske-Schule tragen soll.
Ehemalige Schule Langebrügge
Zwischen 1907 und 1968 gab es einen zweiten Schulstandort in Langebrügge, der die überfüllte Schule Elmendorf entlasten sollte. Zu diesem Zweck wurde an der Langebrügger Straße ein neues Gebäude für eine einklassige Schule mit Lehrerwohnung errichtet.
Während des Zweiten Weltkrieges wurden die Schüler ab 1941 – der Schulleiter war zum Wehrdienst eingezogen worden – nur jeden zweiten Tag in Gießelhorst in der Nachbargemeinde Westerstede unterrichtet. Auch nach dem Krieg fand in Langebrügge zunächst kein Unterricht statt, da das Schulgebäude von kanadischen Soldaten besetzt wurde.
Erst 1947 konnte der Schulbetrieb in Langebrügge wieder aufgenommen werden, bis im Jahr 1967 beschlossen wurde, den Standort zum Ende des Schuljahres 1967/1968 zu schließen. Seitdem besuchen die Langebrügger Schüler wieder die Grundschule Elmendorf/Aschhausen.

## Verkehr
Elmendorf wird nördlich von der Autobahn 28 begrenzt, besitzt aber keine eigene Anschlussstelle. Zu erreichen ist es von Westen kommend über die Abfahrt Bad Zwischenahn West und von Osten kommend über die Abfahrt Zwischenahner Meer.
Zwei Buslinien (Westerstede–Bad Zwischenahn–Oldenburg, Rastede–Bad Zwischenahn) des Verkehrsverbundes Bremen-Niedersachsen sowie mehrere Schulbuslinien binden Elmendorf an den ÖPNV an.

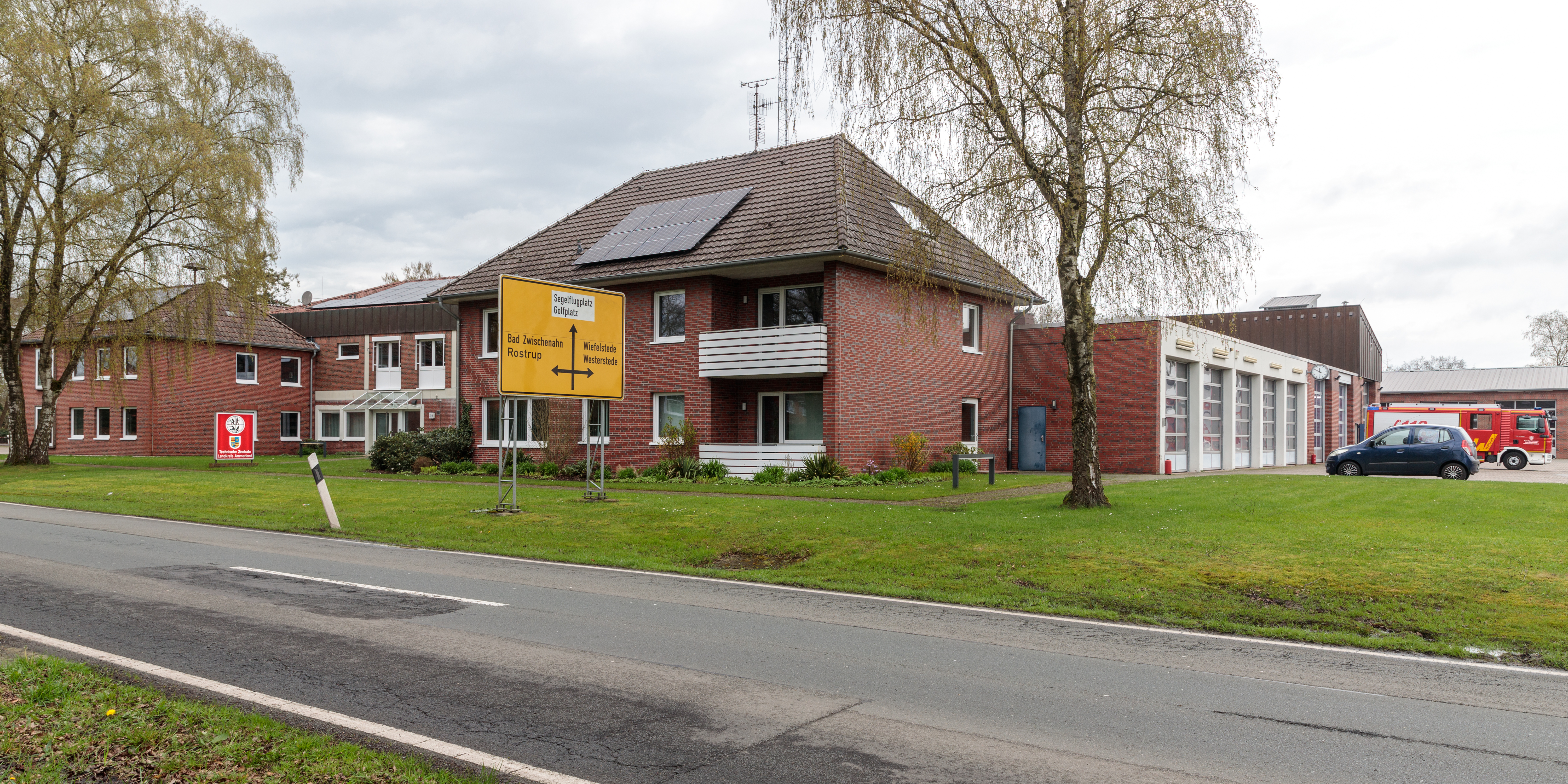
Technische Zentrale Landkreis Ammerland

In Elmendorf unterhält der Landkreis Ammerland eine Feuerwehrtechnische Zentrale, bis Mitte 2012 auch eine Feuerwehr- und Rettungs-Leitstelle.

## Söhne und Töchter (Auswahl)
- Ernst Osterloh (1889–1967), Politiker (DNVP; NSDAP)